# تاريخ العراق العسكري

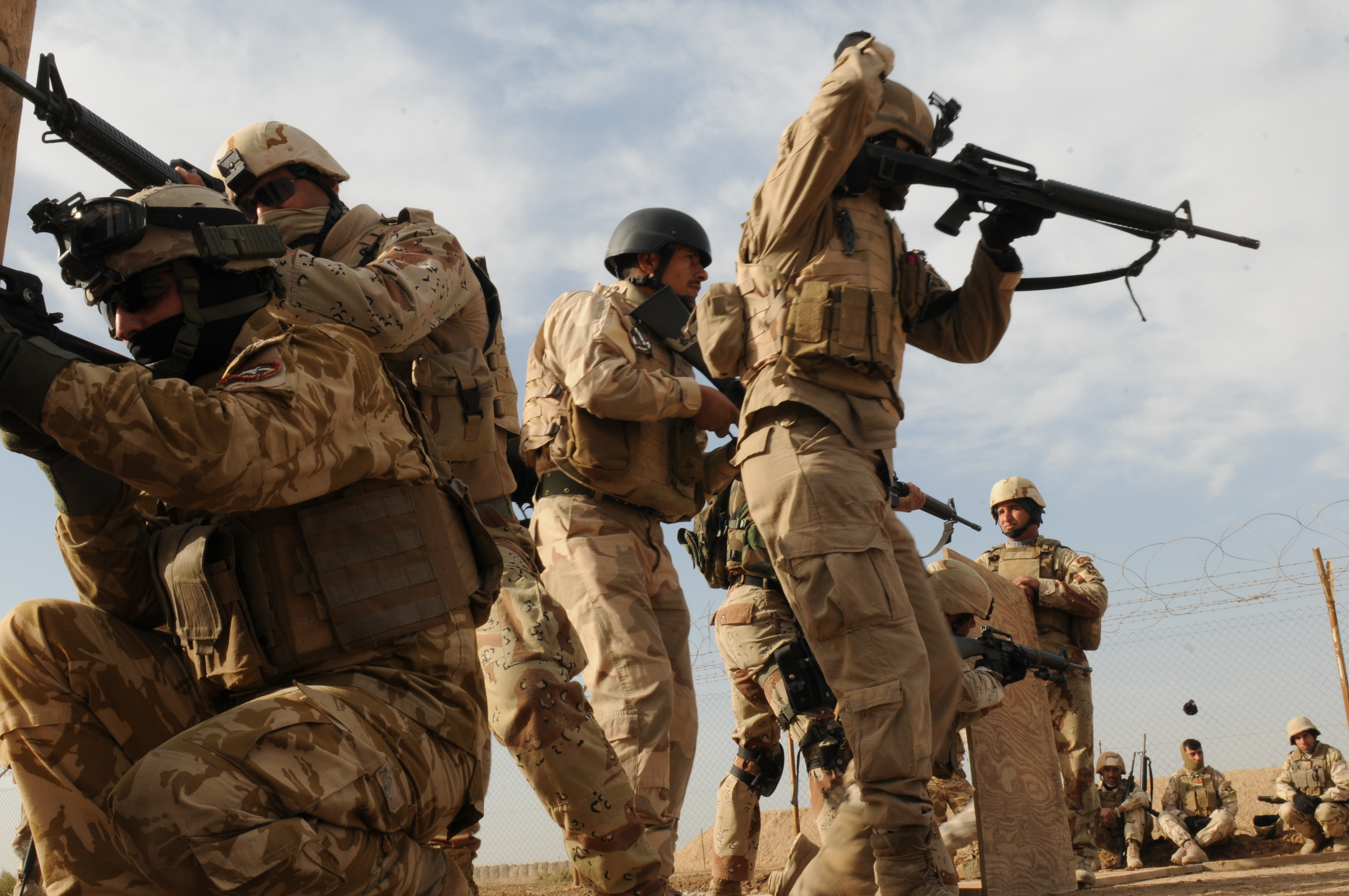
مغاوير الجيش العراقي أثناء التدريب في 2010.

بعد الاحتلال البريطاني للعراق سنة 1914 ودخولهم بغداد، قرر الاحتلال البريطاني تأسيس حكومة عراقية بضغط كبير من الشعب العراقي ووعود وعدها البريطانيون للشعب العراقي. وفي سنة1920 تأسست الحكومة العراقية، والتي سعت بدورها لتأسيس جيش عراقي وطني فتم ذلك سنة 1921 في السادس من كانون الثاني بقيادة وزير الدفاع جعفر العسكري في وزارة عبد الرحمن النقيب.

## الكلية العسكرية العراقية
الكلية العسكرية مؤسسة تابعة لوزارة الدفاع تأسست عام 1924، والغاية منها تدريب طلاب لائقين ليكونوا ضباطًا في الجيش أكفاء في عملهم وثقافتهم العسكرية، ومدة الدراسة فيها ثلاث سنوات وتمنح الخريجين رتبة ملازم بعد إكمال مدة الدراسة.

شعار الكلية العسكرية الأولى العراقية.

## الجيش العراقي في عصر المملكة العراقية
بعدما أصبح الملك فيصل ملكاً على العراق تأسس أول فوج عراقي اسمه فوج موسى الكاظم، وقد ضم عددًا كبيرًا من الضباط الذين تغلغلوا في الجيش العثماني قبل الثورة العربية الكبرى، ثم بعد ذلك تأسست قوتان جوية وبحرية، ثم أصبح الجيش يتكون من أربع فرق، فكانت الفرقتان الأولى والثالثة في بغداد بينما كانت الفرقة الثانية في كركوك وكانت الرابعة مُعسكِرة في الديوانية.

### القوات المُستحدثة
- القوة الجوية سنة 1931.[2][7]
- القوة البحرية سنة 1937.[8]

### الحروب
شاركت القوات المستحدثة في الحرب ضد الاحتلال الإسرائيلي سنة 1948 في فلسطين.

### الانقلابات العسكرية
عام 1936 شارك الجيش بأول انقلاب عسكري برئاسة قائد الفرقة الثانية الفريق بكر صدقي، شُكلت على إثره حكومة جديدة برئاسة حكمت سليمان.

## الجيش وثورة 1958

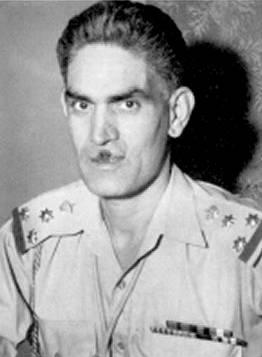
الزعيم عبد الكريم قاسم

شارك الجيش العراقي في الثورة للمرة الثانية في سنة 1958 يوم 14 تموز بقيادة الضابط عبد الكريم قاسم والضابط عبد السلام عارف، وتمت الإطاحة بالسلطة الحاكمة (الملكية)، حيث قُتل فيصل الثاني وعائلته في قصر الرحاب.

## الجيش وانقلاب 1963

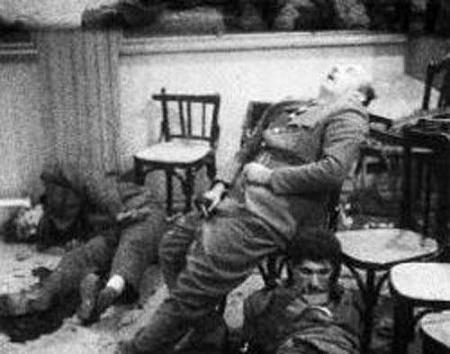
اغتيال عبد الكريم قاسم وصحبه في دار الإذاعة

شارك الجيش العراقي في انقلاب ضد الحكم في شباط سنة 1963 واغتيل فيه عبد الكريم قاسم وعدد من الضباط الآخرين، وتزعم حزب البعث السلطة، وكان البكر أول رئيس للجمهورية من حزب البعث ثم تلاه صدام حسين.

## حرب الخليج
تدهورت العلاقات بين العراق وإيران إثر قيام الثورة الإسلامية الإيرانية عام 1979، وكان الهجوم العراقي على الأراضي الإيرانية بداية لحرب دامت ثماني سنوات بدأت عام 1980، لتكون أطول حرب في القرن العشرين.

## حرب الكويت
بعد خلافات صدام حسين مع دول الخليج، قرر صدام غزو الخليج كردٍ على السعودية وادّعى أن الكويت جزء من العراق.
لكن قرر مجلس الأمن بطلب من الكويت إمهال القوات العراقية لحين الخروج من الكويت لكن صدام رفض، مما أدى إلى اندلاع حرب عاصفة الصحراء.

## قرار حل الجيش وإعادة تشكيله

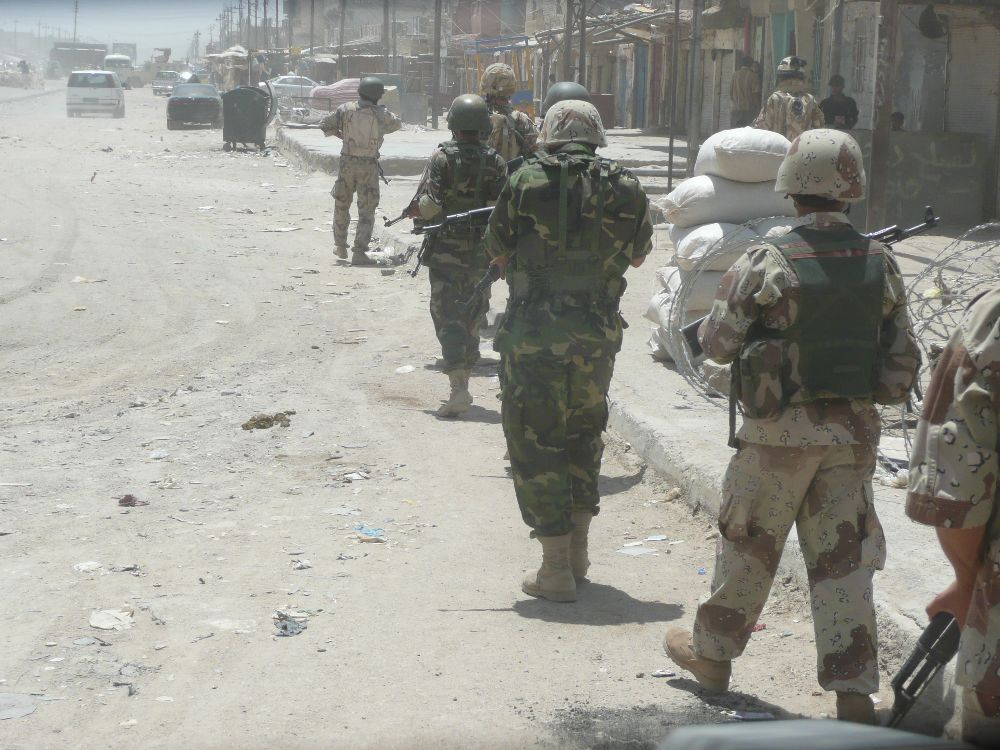
بعض أفراد الجيش العراقي في البصرة

بعد الاحتلال الأمريكي للعراق، قرر الحاكم المدني الأمريكي بول بريمر حل الجيش العراقي المكون من أربعمائة ألف جندي. ثم بعد ذلك تقرر إعادة تشكيل الجيش.

## الجيش العراقي بعد الاحتلال
استقر وضع الجيش العراقي بعد الاحتلال الأمريكي ولكنه واجه بعض الصعوبات كمحاربة الإرهاب، وإلى الآن يحمي الجيش العراقي محافظات العراق ويعمل في المدن، والقائد العام للقوات المسلحة هو رئيس الوزراء.

## القائد العام للقوات المسلحة
منح الدستور العراقي رئيس الوزراء لقب القائد العام للقوات المسلحة، وقد حمل هذا اللقب كل من:
1. إياد علاوي
2. إبراهيم الجعفري
3. نوري المالكي
4. حيدر العبادي
5. عادل عبد المهدي
6. مصطفى الكاظمي
7. محمد شياع السوداني

## منظمات إرهابية يواجهها الجيش
1. دولة العراق الإسلامية (داعش)[19]

## وصلات خارجية
وزارة الدفاع العراقية